# Грін-Маунтен-Фоллс (Колорадо)
Грін-Маунтен-Фоллс (англ. Green Mountain Falls) — місто (англ. town) в США, в округах Ель-Пасо і Теллер штату Колорадо. Населення — 646 осіб (2020).

## Географія
Грін-Маунтен-Фоллс розташований за координатами 38°56′6″ пн. ш. 105°1′11″ зх. д. / 38.93500° пн. ш. 105.01972° зх. д. (38.934947, -105.019713).  За даними Бюро перепису населення США в 2010 році місто мало площу 2,77 км², з яких 2,76 км² — суходіл та 0,00 км² — водойми.

## Демографія
Згідно з переписом 2010 року, у місті мешкало 640 осіб у 310 домогосподарствах у складі 160 родин. Густота населення становила 231 особа/км².  Було 590 помешкань (213/км²).
Расовий склад населення:
| - 92,3 % — білих - 0,8 % — корінних американців - 0,5 % — чорних або афроамериканців - 0,2 % — азіатів - 1,9 % — осіб інших рас |

До двох чи більше рас належало 4,4 %. Частка іспаномовних становила 4,7 % від усіх жителів.
За віковим діапазоном населення розподілялося таким чином: 20,5 % — особи молодші 18 років, 68,1 % — особи у віці 18—64 років, 11,4 % — особи у віці 65 років та старші. Медіана віку мешканця становила 47,7 року. На 100 осіб жіночої статі у місті припадало 89,3 чоловіків;  на 100 жінок у віці від 18 років та старших — 91,4 чоловіків також старших 18 років.
Середній дохід на одне домашнє господарство  становив 67 928 доларів США (медіана — 52 500), а середній дохід на одну сім'ю — 98 621 долар (медіана — 87 159). Медіана доходів становила 55 694 долари для чоловіків та 42 500 доларів для жінок. За межею бідності перебувало 13,1 % осіб, у тому числі 17,1 % дітей у віці до 18 років та 7,1 % осіб у віці 65 років та старших.
Цивільне працевлаштоване населення становило 328 осіб. Основні галузі зайнятості: освіта, охорона здоров'я та соціальна допомога — 22,6 %, науковці, спеціалісти, менеджери — 18,6 %, мистецтво, розваги та відпочинок — 18,3 %.